# ジャスコ伊勢ショッピングセンター
ジャスコ伊勢ショッピングセンター（ジャスコいせショッピングセンター）とは、1996年（平成8年）まで三重県伊勢市の伊勢市駅前に存在した総合スーパーである。通常は「ジャスコ伊勢店」と称した。なお、B館開店時の新聞広告では店舗名を「伊勢ジャスコシティ」としている。

## 概要
外宮参道を挟んでA館とB館が建ち、それぞれの館の5階部分を結ぶ連絡通路があった。
また、A館の南に道路を挟んでパーキングビル（有料立体駐車場）があった。
1973年（昭和48年）のB館開店当時、売場面積はA館とB館をあわせて13,086m2あり、三重県最大の大型店であった（ジャスコ直営売場面積は10,883m2 ）。

### A館
- 1966年（昭和41年）4月28日開店
- 所在地：三重県伊勢市本町17-1[6]
- 鉄筋コンクリート造り、地上5階（一部6階）
- 延床面積：4,613m2（1966年（昭和41年）4月28日時点）[7]
- 売場面積：3,153m2（1966年（昭和41年）4月28日時点）[7]
  - ジャスコ直営売場面積：2,475m2（1970年（昭和45年）3月20日時点）[8]

### B館
伊勢駅前ビル
- 1973年（昭和48年）10月15日開店
- 所在地：三重県伊勢市本町1-18[6]
- 建築面積：2,308.749m2[9]
- 延床面積：19,800.798m2[9]
- 鉄骨鉄筋コンクリート造り、地上8階、地下2階、塔屋2階[9]
- 伊勢駅前ビルの地下1階から地上7階までにジャスコが出店していた[9]。
- ジャスコの他には第三銀行の支店やパチンコ店、サウナ等が入っていた[9]。

### パーキングビル
- 1974年（昭和49年）5月1日開店
- 所在地：三重県伊勢市本町18-1[6]
- 店舗用ビルと有料立体駐車場の2棟に分かれる[10]。
- 店舗用ビル：鉄筋4階建て、延床面積2,211m2、1階はパチンコ店、2階は喫茶店、レストランなど、3・4階は貸事務所[10]
- 有料立体駐車場：鉄筋5階建て、延床面積5,643m2、280台収容[10]

## 沿革
1961年（昭和36年）、株式会社岡田屋の子会社であるマルオカ株式会社（のちの株式会社オカダヤチェーン）は、伊勢市本町の旅館「高千穂館」を改装し、衣料品デパート「伊勢オカダヤ」を開店した。
1965年（昭和40年）には野島物産が所有する土地に「野島・オカダヤ合同ビル」を同年11月に着工、1966年（昭和41年）、のちに「ジャスコ伊勢店A館」となる伊勢市初の百貨店「伊勢オカダヤ」を開店させる。
1973年（昭和48年）には小柴産業により建設された「伊勢駅前ビル」内に「ジャスコ伊勢店B館」が開店、売場面積では三重県最大の総合スーパーとなった。
しかし、売り上げは1980年（昭和55年）頃をピークとし、1994年（平成6年）頃には約半分まで落ち込み、駐車スペースの不足、高い賃貸料などを理由に、ジャスコ側が賃貸期限の切れる1995年（平成7年）10月14日限りで撤退することを役員会で決定し、1994年（平成6年）9月初旬に伊勢市や伊勢商工会議所に伝えた。
その後、地元の働きかけや後継店となる「ジャスコ新伊勢ショッピングセンター（現・伊勢ショッピングセンター）」の建設遅れが要因となり役員会決定を変更、B館のみ閉鎖を1年間延長することを決め、1995年（平成7年）にA館、1996年（平成8年）にB館が閉館した。

### 年表
- 1961年（昭和36年）7月8日 - 伊勢市に伊勢オカダヤが開店する[16]。
- 1966年（昭和41年）4月28日 - 伊勢市本町に百貨店伊勢オカダヤ（のちのジャスコ伊勢店A館）を新築、開店する[7][12]。
- 1973年（昭和48年）10月15日 - 同年10月11日に完成した伊勢駅前ビル内にジャスコ伊勢店B館が開店する[4][13]。
- 1974年（昭和49年）5月1日 - パーキングビルが完成、オープンする[10]。
- 1981年（昭和56年）11月1日 - 連絡橋が完成、渡り初め式を挙行する[17]。
- 1994年（平成6年）9月初旬 - ジャスコ側が伊勢市や伊勢商工会議所に対し、1995年（平成7年）で撤退という役員会決定を伝える[14]。
- 1995年（平成7年）7月 - 役員会決定を変更、B館閉鎖の1年間延長を決める[15]。
- 1995年（平成7年）10月1日限りで、ジャスコ伊勢店A館が閉館する[15]。
- 1996年（平成8年）9月末 - ジャスコ伊勢店B館が閉館し、完全閉店。

## 連絡橋設置問題
連絡橋の設置については、B館の開店直前の1973年（昭和48年）春に火災等の事故発生時の避難通路として設置の申請が伊勢市と三重県に出されており、伊勢市消防署でも当時のはしご車が4階までしか届かないことを理由に設置を希望していたが、伊勢市観光協会や伊勢市商店街連合会から「駅前の参道であり美観を損ねる」という理由から反対請願書が出され、伊勢市もこの意見に同意し、三重県に報告していた。一方、ジャスコや同店テナントからは、1973年（昭和48年）11月に起きた熊本の大洋デパート火災の教訓から、1976年（昭和51年）6月に建設促進の請願を出したが、駅前再開発ビル（三交百貨店伊勢店）の建設問題で連絡橋設置問題については一時薄れていた。
1978年（昭和53年）6月28日、反対態度を示していた観光協会と商店街連合会から美観を考慮するなどの条件つきで賛成する承諾書が出され、同年9月27日の伊勢市議会でも了承された。
その後、1979年（昭和54年）5月に県道使用許可、同年9月に建築確認申請の認可が下りたが、ジャスコ側の都合で延び延びとなり、2年後の1981年（昭和56年）8月に着工となった。
しかし、商店街連合会から1978年（昭和53年）の承諾書が前会長の独断で行われていたことを理由に白紙撤回、1981年（昭和56年）8月21日に商店街連合会と伊勢商工会議所が連絡橋許可の再考を求める申立書と建設された場合は防災以外の目的での使用禁止を求める陳情書を三重県、伊勢市に提出した。
ただし、ジャスコ側は法的許可がある以上、中止する意思はなく、商店街連合会とは話し合いを続けながら建設工事を続行、同年9月末で連絡橋は完成した。話し合いの結果、同年11月1日の渡り初め式から1年間は通行期間を制限する（同年11月1日の渡り初め式から1週間後に一時閉鎖、年内は通行禁止で翌年1月1日から10月31日までの間は100日間のみ開放する。）ことで決着した。

## 跡地と再開発計画
A館は1995年、B館は2001年から2002年にかけて解体、パーキングビルも2011年に解体された。A館跡地には別の施設が建てられたが、B館跡地は未利用地として2011年現在も周囲を侵入防止壁に囲まれたまま残されていた。跡地の再開発をめぐっては伊勢市議会などで長らく懸案事項であったが、その後、民間業者による再開発が計画された。
2010年（平成22年）12月に土地所有者である四日市市の不動産会社ジェックが公表した再開発計画では、124室を持つホテルと飲食店などをテナントとする11階建てのビルをB館跡地に、その東隣にカフェなどをテナントとする2階建てのビルを建設する、というものであった。しかしながら、2011年（平成23年）4月に事業の採算性を考慮し、11階建てビルを3階建てに縮小、1・2階を飲食店、3階を事務所とすると発表した。そしてカフェ棟の建設は中止、立体駐車場の収容台数も345台から284台に減らすことになった。なお、これらは2012年（平成24年）12月開業を目指し、開業後はジェックが新たに設けた「伊勢敬」という会社が運営する予定だった。
その後B館跡地には、5階建て温泉旅館と商業施設が、駐車場跡地には駐車場が建設され、2013年8月11日にオープンした。
- A館跡地 - 「東進衛星予備校伊勢市駅南口校[26]」、「割烹寿司 桂 外宮」、「庄屋 伊勢市駅前店」
- B館跡地 - 「伊勢外宮参道 伊勢神泉」（宿泊施設・温浴施設・ショッピングゾーン）
- パーキングビル跡 - 「伊勢外宮参道 伊勢神泉」（駐車場）

## 周辺
- 伊勢市駅
- 三交百貨店伊勢店 - 2001年（平成13年）閉店
- 伊勢神宮豊受大神宮（外宮）